# 雲林縣立斗南高級中學
雲林縣立斗南高級中學，簡稱斗南高中、南中。成立於民國35年（1946年），位於雲林縣斗南鎮的完全中學，是當地的一所縣立完全中學。鄰近東明國中，附近有斗南田徑場，是學校體育課程主要上課地方。

## 校園歷史

### 演變與發展
- 民國35年（1946年）：成立臺南縣立斗南初級中學。
- 民國38年（1949年）：增設高中部，更名為臺南縣立斗南中學。
- 民國39年（1950年）：臺灣省行政區重劃，雲林縣成立，改隸為雲林縣立斗南中學。
- 民國46年（1957年）：教育廳核定為全省社會中心教育實驗學校之一。
- 民國47年（1958年）：創設古坑分部。
- 民國48年（1959年）：古坑分部獨立設校，改制為雲林縣立古坑初級中學。
- 民國50年（1961年）：奉教育廳核定為全省科學教育實驗學校之一。
- 民國57年（1968年）：實施「省辦高中，縣市辦初中」政策，改制為雲林縣立斗南國民中學。原高中部男學生撥交省立虎尾高中、高中部女學生撥交省立虎尾女中。
- 民國62年（1973年）：核准設立附設中級補習學校。
- 民國63年（1974年）：核准設立啟智班。
- 民國66年（1977年）：附設中級補習學校停止招生。
- 民國67年（1978年）：奉教育廳指定成立資源教室。
- 民國83年（1994年）：核准設立啟聰班。
- 民國84年（1995年）：臺灣省立斗六高級中學借用校舍設立斗南分班。
- 民國86年（1997年）：奉教育廳核定為雲林縣特殊教育中心學校。
- 民國88年（1999年）：省立斗六高中斗南分班停止招生。
- 民國89年（2000年）：學制改制為完全中學，定名雲林縣立斗南完全中學，高中部恢復招生。
- 民國90年（2001年）：教育部完全中學試辦計劃停止，改制為雲林縣立斗南高級中學，並增設高中部體育班。
- 民國107年（2018年）：建立新校舍，當中行政大樓的設計獲「金雲獎」及「建築園冶獎」[1]。
- 民國110年（2021年）：高中部增設雙語實驗班，為當時雲林縣唯一設有該班的高級中學。

### 歷任校長
| 任期 | 姓名   | 性別 | 任職日期   | 離職日期  | 備註                                                          |
| ---- | ------ | ---- | ---------- | --------- | ------------------------------------------------------------- |
| 1    | 陳而約 | 男   | 1946年4月  | 1953年9月 |                                                               |
| 2    | 林國廉 | 男   | 1953年10月 | 1955年7月 |                                                               |
| 3    | 周肇煒 | 男   | 1955年8月  | 1970年8月 | 調職彰化縣立和美國民中學。                                    |
| 4    | 陳志武 | 男   | 1970年9月  | 1975年7月 | 調職台北縣立樹林國民中學。                                    |
| 5    | 黃炎祥 | 男   | 1975年8月  | 1980年7月 |                                                               |
| 6    | 廖獻璋 | 男   | 1980年8月  | 1983年2月 |                                                               |
| 7    | 楊流錝 | 男   | 1983年3月  | 1990年2月 | 調職雲林縣立雲林國民中學。                                    |
| 8    | 黃清江 | 男   | 1990年3月  | 1994年7月 | 調職省立台東女子高級中學。                                    |
| 9    | 劉武雄 | 男   | 1994年3月  | 2000年6月 | 原雲林縣立斗六國民中學校長轉任，屆齡退休。                    |
| 10   | 郭清江 | 男   | 2000年8月  | 2002年7月 | 原雲林縣立虎尾國民中學校長轉任，2002年8月升任雲林縣教育局長。 |
| 11   | 陳嘉辰 | 男   | 2002年8月  | 2011年7月 | 原雲林縣立西螺國民中學校長轉任，屆齡退休。                    |
| 12   | 游淑英 | 女   | 2011年8月  | 2019年7月 | 原雲林縣立崇德國民中學校長轉任，調回原校[2]。                 |
| 13   | 林秀娟 | 女   | 2019年8月  | 現任      | 原雲林縣立崇德國民中學校長轉任。                              |

## 國中部學區
東仁里、西岐里（第1-8、11-16、19、22-31、38-44鄰）、南昌里、北銘里、中天里、阿丹里、將軍里、東明里、新光里、田頭里、小東里。